# Флоран Малуда
Флоран Жоан Малуда (на френски: Florent Johan Malouda) е френски футболист-полузащитник. От 2018 г. е играч на люксембургския Диферданж.

## Кариера в Челси
Сезон 2007/08 е вторият за Флоран с екипа на Челси. Той се присъедини към „сините“ с тригодишен договор за необявена сума от Олимпик Лион.
Лион бе третия клуб в кариерата на 27-годишния играч. Той започва в нискодивизионния Шатору, където играе два сезона, преди да премине в Гингам.
В Бретания той е съотборник с Дидие Дрогба и неговата невероята форма през трите години там са причината за трансфера му в Лион.
Малуда пристига в Лион заедно с Микаел Есиен, и двамата печелят титлата на Франция. Флоран остава на „Стад Жерлан“ достатъчно дълго, за да направи хеттрик от титли, а също така играе успешно и в Шампионската лига.
Малуда прави дебют за националния отбор на Франция през ноември 2004 г. и е несменяем титуляр от Световното първенство през 2006 г., когато Франция достига финала.
Той играе по лявото крило и печели дузпа, която Зинедин Зидан превърна в гол, но в крайна сметка Франция загуби след изпълнение на дузпи.
Малуда бе основна фигура в квалификациите за Евро 2008, макар че самия турнир бе истинско разочарование за Франция, която завърши на последно място в своята група.
В Челси, Малуда започна страхотно своя първи сезон, след гол в мача за „Къмюнити Шийлд“ на Уембли, последван от още едно попадение в първия шампионатен мач. Крилото спечели дузпа в мача срещу Ливърпул на „Анфийлд“ и отбеляза на Шалке у дома в мач от груповата фаза на Шампионската лига.
През зимата Малуда отсъства два месеца заради контузия в коляното, което се отрази на неговата форма, въпреки че асистира за гола на Джо Коул на „Гудисън Парк“ в полуфинал за Карлинг Къп.
След отпадането от ФА Къп от Барнзли, Малуда близо месец изпада в немилост и се завръща за финалите от Шампионската лига, като впоследствие Аврам Грант разчита повече на него, отколкото на Калу. На финала на турнира в Москва Флоран игра първите 92 минути.
Той завърши своя първи сезон в Челси с 4 гола от 30 мача.
Последният му официален мач за Челси бе финалът на Шампионска лига през 2012 година, спечелен срещу Байерн Мюнхен.
През сезон 2012/13 година, Флоран Малуда тренираше с резервния отбор на Челси.

## Трабзонспор
На 17 юли 2013 година, от турския гранд Трабзонспор обявиха, че Френският национал е подписал договор за 2 години, като през този период, той ще получава заплата от 2,5 милиона евро годишно.